# Cơ gối đầu
Cơ gối đầu (tiếng Anh: splenius capitis, tiếng Pháp: Le muscle splénius). Nguyên ủy của cơ từ dây chằng gáy, mỏm gai đốt sống C7 đến T3 và bám tận tại mặt dưới xương chũm, đường cong chẩm trên. Về từ nguyên, tên của cơ có nguồn gốc từ tiếng Hy Lạp: σπληνίον, splenion (nghĩa là băng bó) và tiếng Latin: caput (nghĩa là đầu).

## Cấu trúc
Cơ gối đầu có nguyên ủy của cơ từ dây chằng gáy, mỏm gai đốt sống cổ VII đến đốt sống ngực III.
Các sợi cơ đi lên trên và ra ngoài, dưới sự che phủ của cơ ức - đòn - chũm, chui vào mỏm chũm của xương thái dương và chui vào mặt nhám của xương chẩm, ngay dưới đường gáy trên. Cơ gối đầu ở vị trí sâu hơn cơ ức - đòn - chũm và cơ thang. Đây là một trong những cơ cấu tạo nên sàn của tam giác cổ sau.
Nhánh sau của thần kinh sống cổ C3 và C4 chi phối cơ này.

## Chức năng
Động tác là duỗi đầu (khi co hai bên) và nghiêng sang bên (gập) và xoay cổ về cùng phía (khi co một bên), tức là động tác lắc đầu.

## Ảnh

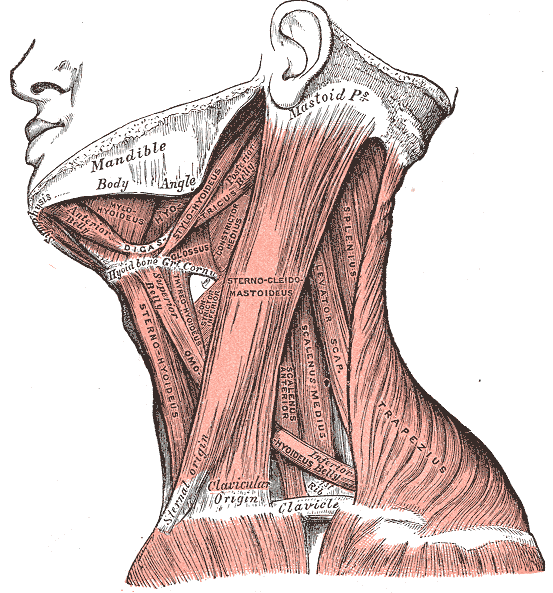
Cơ vùng cổ, nhìn bên.
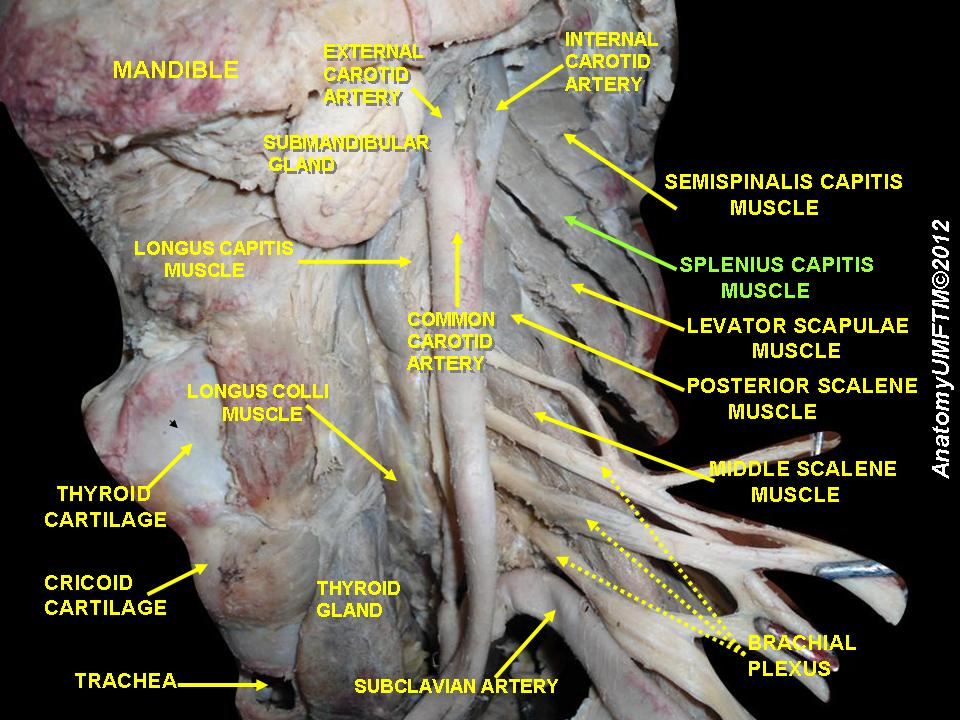
Cơ gối đầu
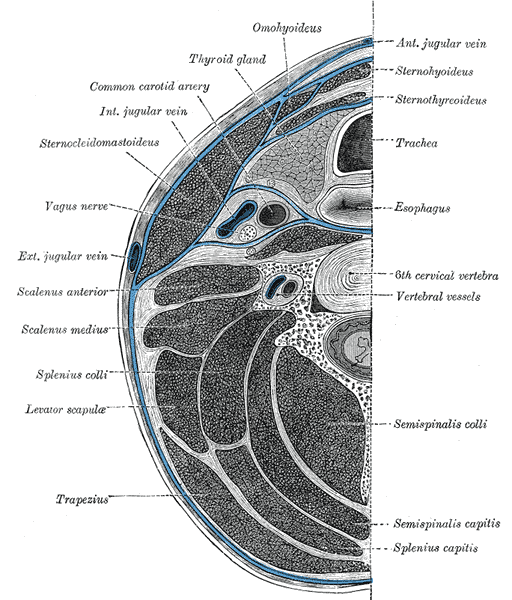
Thiết đồ ngang mức đốt sống cổ VI (C6).